# Cornelius Wischaven
Cornelius Wischaven, né le 2 octobre 1509 à Malines (Belgique) et décédé le 25 août 1559 à Loreto (Italie) était un prêtre jésuite belge, et maître spirituel. Il fut le premier maître des novices de la Compagnie de Jésus fondé en 1550 à Messine.

## Biographie

### Dans les Pays-Bas méridionaux
Après de bonnes études faites à Bruxelles, Wischaven est ordonné prêtre le 17 mai 1533, à Bruxelles également. Comme premier poste il est nommé vicaire à l’église Saint-Pierre de Louvain. Il est rapidement noté comme promouvant une spiritualité très opposée aux idées protestantes qui circulent alors dans la ville universitaire : il encourage la communion fréquente et l’adoration eucharistique, la vénération des saints et la dévotion pour la Vierge Marie. 
Défenseur du célibat sacerdotal il encourage des jeunes à entrer dans la vie religieuse et monastique. Avec sa sœur il dirige une pension pour étudiants ce qui lui donne de nombreux contacts avec les milieux estudiantins.
Lorsque quelques jeunes jésuites espagnols, expulsés de Paris en 1542, arrivent à Louvain pour y continuer leurs études, ils logent d’abord chez Wischaven, l’adresse leur ayant été recommandée par Pierre Canisius. Ce contact avec les premiers jésuites enthousiasme Wischaven au point qu’il offre sa maison au groupe. Sa pension estudiantine devient la première communauté jésuite à Louvain. 
Lui-même entre dans la Compagnie de Jésus en 1543, et fait son noviciat sous la direction de Pierre Favre dans sa propre maison ! Il étend ses activités pastorales aux autres villes des Pays-Bas méridionaux, en particulier Bruges et Gand. 

### Maître des novices en Italie
Nommé supérieur de la communauté de Louvain le 16 février 1545 il est bientôt appelé à Rome, car il est en conflit avec Adrien Adriaensens, un compatriote jésuite, à propos de la communion fréquente dont il est un fougueux et passionné partisan. À Rome il est sévèrement réprimandé par Saint Ignace, qui lui garde cependant sa confiance et le nomme à Messine : il fait partie du  groupe fondateur de ce premier collège jésuite (1548). 
Au carême 1550 il est nommé maître des novices, toujours à Messine. Il est en fait le tout premier à être chargé à temps plein de la formation des jeunes recrues de la Compagnie. A Messine se trouve ainsi la première maison que l’on puisse appeler ‘noviciat' de la Compagnie de Jésus. Il donne toute satisfaction dans cette charge. Dans une lettre à François Xavier Ignace écrit : « A Messine, maître Cornelius, un flamand, est responsable des novices. C’est une âme simple ». 
En 1553 il est de nouveau à Rome, comme maître des novices au collège romain et directeur spirituel au collège germanique. Mais quelques années plus tard, victime d’une maladie nerveuse il est envoyé en repos à Loreto où il termine ses jours. Il meurt le 25 août 1559.